# Leonid Óssipov
Leonid Óssipov   (Moscou, 6 de febrer de 1943 - Moscou, 5 de novembre de 2020) fou un waterpolista rus que va competir sota bandera soviètica durant les dècades de 1960 i 1970.
El 1964 va prendre part en els Jocs Olímpics d'Estiu de Tòquio, on guanyà la medalla de bronze en la competició del waterpolo. Quatre anys més tard, als Jocs de Ciutat de Mèxic, guanyà la medalla de plata en la mateixa competició. El 1972, a Munic, va disputar els seus tercers i darrers Jocs Olímpics, tot guanyant la medalla d'or en la competició de waterpolo.
En el seu palmarès també destaca una medalla de plata al Campionat del Món de waterpolo de 1973 i dues medalles d'or al Campionat d'Europa de waterpolo, el 1966 i 1970. A nivell de clubs guanyà les lligues soviètiques de 1967 i 1971.
Una vegada retirat exercí d'entrenador de waterpolo.